# Er Rachidia
Er Rachidia, originàriament coneguda com a Ksar es Souk, és una de les províncies Marroc que forma part de la regió de Meknès-Tafilalet.
Els seus límits estan marcats per Khenifra al nord, Ouarzazate al sud, Beni Mellal a l'oest i Figuig a l'est. Er Rachidia inclou una diversitat extensa de paisatges, des del paisatge muntanyesc al nord i oest, al seu extens desert al sud i est, i destaca per l'hospitalitat i acollida dels amazics, que es troben per qualsevol zona dins de la província.
Alguns dels pobles destacats i importants són:
- Erfoud
- Rissani
- Merzouga